# Kościół Chongwenmen
Kościół Chongwenmen (chiń. upr. 崇文门堂; chiń. trad. 崇文門堂; pinyin Chóngwénmén táng) – protestancka świątynia znajdująca się w dzielnicy Dongcheng w Pekinie. Jest to najstarszy kościół protestancki w mieście.
Kościół zbudowany został w 1870 roku przez misjonarzy metodystycznych ze Stanów Zjednoczonych. Na cześć rodzinnej miejscowości nadali mu nazwę Asbury Church (po chińsku 亚斯立堂, Yàsīlì táng). Początkowo świątynia mogła pomieścić 400–500 osób. Ze względu na szybko rosnącą liczbę wiernych podjęto decyzję o przebudowie świątyni. Nowy kościół, ukończony w 1882 roku, może obecnie pomieścić do 2000 osób. 
W 1900 roku, podczas powstania bokserów, świątynia została zniszczona. Odbudowano ją z funduszy państwowych w latach 1902–1904. Po utworzeniu Chińskiej Republiki Ludowej państwo zaczęło przejmować obiekty sakralne i adaptować je do celów świeckich. W 1958 roku w budynku kościoła urządzono szkołę.
W 1982 roku władze chińskie zwróciły kościół wspólnocie protestanckiej, w celu ponownego zaadaptowania go do celów sakralnych. W 1990 roku budynek kościoła został uznany za zabytek, zaś w 2001 roku władze Pekinu przekazały 4,8 mln juanów na jego renowację.
Kościół ma dwa poziomy. Na pierwszym, o powierzchni 8245 m², znajduje się sala główna na 400 osób oraz boczna kaplica na 300 osób. Przedzielone są przesuwaną ścianą, przez co – w razie większego zgromadzenia – można je połączyć w jedno pomieszczenie. Na drugim poziomie, podziemnym, znajduje się sala audytoryjna z 800–1000 miejscami siedzącymi.
W 1988 roku w kościele przemawiał Billy Graham w trakcie swojej kampanii ewangelizacyjnej w Pekinie. Podczas swojej wizyty w Chinach w 1998 roku prezydent USA Bill Clinton wziął wraz z żoną i córką udział w niedzielnym nabożeństwie w kościele Chongwenmen.